# Școală

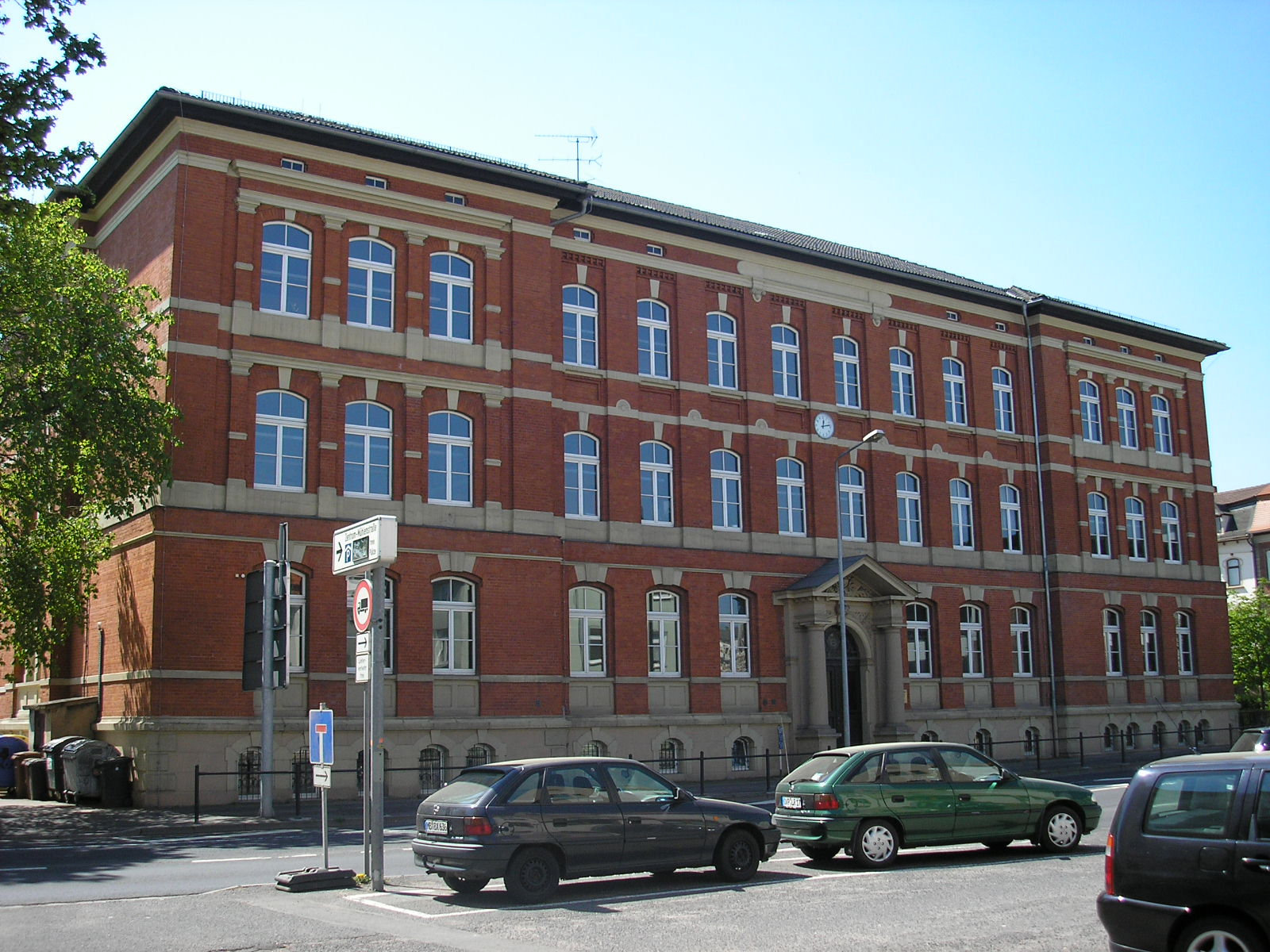
Fațada tipică a unei școli

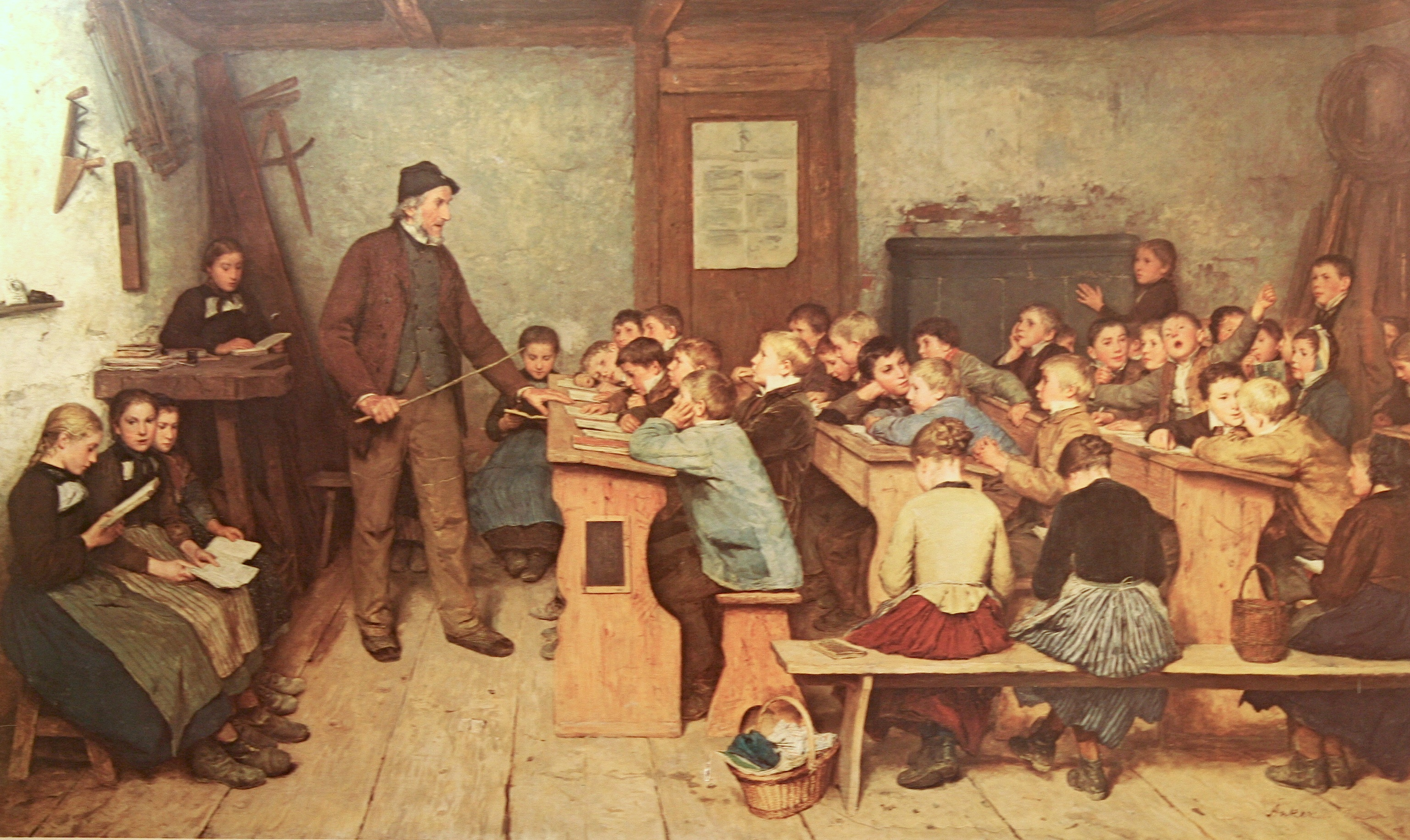
Albert Anker (1896)

Școala este o instituție publică proprietate de stat sau privată unde se învață disciplinele prevăzute într-un plan de învățământ. Cuvântul școală înseamnă și localul, clădirea în care este instalată și funcționează instituția definită mai sus. (În sens figurat) Curent, mișcare științifică, literară, artistică etc. care grupează în jurul ei numeroși adepți, baza teoretică a acestei mișcări.

## Etimologie
Conceptul „școală” provine de la cuvântul latin „schola”, derivat și el la rândul său din greaca antică „scholeion”, de la „scholḗ”. Termenul grec era înțeles la început drept „timp liber”, pentru ca apoi să evolueze: de la „timp liber” cuvântul a ajuns să descrie „locul în care era petrecut timpul liber”, adică locul în care se țineau discuții filosofice sau științifice în timpul liber, pentru a descrie mai apoi „locul de lectură” până la a descrie locul de instruire pentru excelență.

## Categorii de școli
Se pot aminti câteva categorii de școli:
- Școală elementară (clasele I - IV)
- Școală medie
  - Gimnaziu (clasele V - VIII)
- Liceu (clasele IX-XII uneori chiar si XIII)
- Universitate (Academie de arte, militară etc) școală superioară cu durata de 3 - 6 ani în cadrul căreia sunt Facultățile.

Școli asimilate liceului (în trecut):
- Școală profesională
- Școală tehnică
- Școală sportivă

Alte categorii:
- Învățământul preșcolar
- Școală de călărie
- Școală de dans
- Școală de șoferi
- Școală de film
- Școală de actorie
- Școala de Sabat